# Richard Mwanza
Richard Mwanza (Mufulira, 5 maggio 1959 – Oceano Atlantico, 27 aprile 1993) è stato un calciatore zambiano, di ruolo portiere.

## Biografia
Perì, assieme ai compagni di Nazionale, il 27 aprile 1993, coinvolto in quello che è noto come disastro aereo dello Zambia.

## Carriera

### Club
Giocò tutta la carriera in Zambia.

### Nazionale
Partecipò alle Olimpiadi del 1988 e alla Coppa d'Africa nel 1992.